# Denis Vanier
Pour les personnes ayant le même patronyme, voir Vanier.
Denis Vanier (né à Longueuil en 1949 et mort en 2000) est un poète québécois.

## Biographie
« Un véritable terroriste du verbe »

— Claude Gauvreau
Denis Vanier découvre la poésie de Claude Gauvreau à l'âge de 12 ans. À la même époque, alors qu'il fréquente un collège où enseignent les Frères des écoles chrétiennes, il commence à écrire ses premiers poèmes. En avril 1965, avec le soutien financier de ses parents, il publie son premier recueil, Je. Il n'a alors que 15 ans. Ce recueil est préfacé par Claude Gauvreau.
Plus tard, il devient codirecteur d'Hobo-Québec et critique à Mainmise. En 1981, il publie Œuvres poétiques complètes.
Il fut l'amoureux de la poétesse José Yvon, avec qui il collabore tout au long de sa vie
Il meurt des suites d'un cancer le 7 octobre 2000, à 51 ans.

## Œuvre
- Je, Édition Image et Verbe, 1965
- Pornographic Delicatessen, Éditions Estérel, 1968
- Catalogue d’objets de base, Éditions du Vampire, 1970
- Lesbiennes d'acid, Éditions Parti pris, 1972
- Le Clitoris de la fée des étoiles, Les Herbes rouges, 1974
- Je, Éditions de l'Aurore, 1974 (réédition)
- Comme la peau d'un rosaire, Éditions Parti pris, 1976
- Koréphilie, en coll. avec Josée Yvon, Les Écrits des Forges, 1978
- L'Odeur d'un athlète, Éditions Cul Q, 1979
- Phases critiques, en coll. avec Josée Yvon, Éditions Transpercées, 1980
- Œuvres poétiques complètes, tome I, Éditions Parti pris / VLB Éditeur, 1981
- Rejet de prince, VLB Éditeur, 1984
- L'Âme défigurée, en coll. avec Josée Yvon, Éditions de l’Atelier de l’Agneau, Belgique, et du Castor astral, France, 1984
- Cette langue dont nul ne parle, VLB éditeur, 1985
- L'Épilepsie de l'éteint, Les Écrits des Forges et La Table rase, 1988
- Travaux pratiques, en coll. avec Josée Yvon, Éditions Transpercées et Remi Ferland, 1988
- Les Stars du rodéo, Les Écrits des Forges, 1990
- Hôtel Putama, Éditions de La Huit, 1991
- Une Inca sauvage comme le feu, Éditions de La Huit, 1992
- L'Hôtel brûlé, Les Écrits des Forges, 1993
- Je ne reviendrai plus (textes choisis 1970-1994), Éditions Espace global, 1994.
- Le Fond du désir, Les Herbes rouges, 1994
- Renier son sang, Les Herbes rouges, 1996
- La Castration d'Elvis, Les Herbes rouges, 1997
- Vanierama, livre objet, en coll. avec Richard Gingras, Robert Tanguay et Guy Boutin, Éditions Le Relieur Fou, 1997
- Noyée dans le bain avec son chat, Éditions Docteur sax, 1998
- Tu me trompes avec un oiseau, Les Herbes rouges, 1998
- Le Baptême de Judas, Les Herbes rouges, 1998
- L'Urine des forêts, Les Herbes rouges, 1999
- Porter plainte au criminel, Les Herbes rouges, 2001
- Allô-police, Nuit de la poésie, 1970 (Mélody Nadeau)

Le fonds d'archives de Denis Vanier est conservé au centre d'archives de Montréal de Bibliothèque et Archives nationales du Québec.

## Filmographie
- La Nuit de la poésie 27 mars 1970, captation d’événement, réal. Jean-Claude Labrecque et Jean-Pierre Masse, 1971.
- Vanier présente son Show de monstres, co-scénario avec Josée Yvon et rôle principal, réal. Charles Binamé, 1974.
- Ton père est un bum, documentaire, réal. Serge Gagné et Jean Gagné, 1998.

## Honneurs
- 1994 : Prix de poésie Terrasses Saint-Sulpice, Le Fond du désir
- 2000 :  Grand prix du livre de Montréal, L'Urine des forêts

## Hommages
- La Star du rodéo d'Alexandre Belliard au poète sur l'album Piège À Con (2005). Repris par Vincent Vallière sur l'album Légendes d'un Peuple : Le Collectif 1.
- Kramaslabovitch[8] - J'veux les fucker ben raide (Échantillonage d'une entrevue de Vanier à Radio-canada en 1968[9] sur musique électronique)
- Jack Drill chante Denis Vanier[10] (Richard Gingras, ami proche de Vanier et propriétaire de la librairie Le Chercheur de Trésor[11] sur la rue Ontario à Montréal, lieu de rencontre de plusieurs artisans de la contre-culture québécoise. Lieu de naissance de la revue mensuelle de poésie communautaire Steak Haché[12] dans les années '90)